# Jardin ethnobotanique
Un jardin ethnobotanique est un jardin botanique qui accueille des plantes connues pour leur relation étroite avec l’homme. Il a une importance pédagogique et culturelle, dans la mesure où il raconte l’histoire de l’homme.
Le jardin ethnobotanique accompagne la naissance du champ d'étude ethnobotanique dès la fin du XIXe siècle. 
Sa vocation est diverse : conservatoire de plantes, redécouverte et protection de savoirs ancestraux, jardin-musée à visée culturelle ou pédagogique.

## Historique
L'histoire du développement des jardins ethnobotaniques accompagne le développement de cette discipline. 
Dès 1895, lors de la naissance du concept d'ethnobotanique, John William Harshberger associe aux départements d'ethnobotanique la création d'un jardin destiné à fournir les plantes servant de support aux études sur ce sujet,.
En France, en 1943, les botanistes André-Georges Haudricourt et Louis Hédin promeuvent l'ethnobotanique dans leur ouvrage L'homme et les plantes cultivées et conseillent la création de jardins d'études dans lesquels seraient cultivées les plantes  pour analyser leur écologie et leur génétique. Pour Roland Portères (1963) le jardin ethnobotanique est aussi un lieu de rassemblement de plantes vivantes. En 1995, Gary J. Martin (en), dans son ouvrage Ethnobotany, leur confère en outre une vocation de sauvetage des plantes utiles et de préservation des savoirs ancestraux.
En France, l'ethnobotanique se développe à partir des années 1960, notamment avec l'établissement d'un laboratoire d’ethnobotanique au Muséum national d'histoire naturelle en 1967. Le musée de Salagon dans les Alpes-de-Haute-Provence, à la fois musée ethnologique et jardin ethnobotanique, organise à partir de 2001 un séminaire annuel d’ethnobotanique.

## Vocations
Le principal objectif d'un jardin ethnobotanique est de présenter et conserver des plantes qui ont une utilité et/ou une signification pour une population donnée. Son rôle est  multiple et s'articule souvent dans plusieurs directions.  

### Recherche scientifique
La recherche est une part importante de l'activité d'un jardin ethnobotanique. Regroupant des équipes pluri-disciplinaires d'anthropologistes, de botanistes et d'écologistes, ces recherches visent à étudier le rôle des plantes pour les populations locales, leur capacité d'acclimatation, leurs interactions avec l'écosystème local. Le jardin ethnobotanique est alors un laboratoire à ciel ouvert permettant des observations et des expérimentations.

### Conservation de plantes et de savoir traditionnel
Le jardin ethnobotanique joue un grand rôle dans la conservation des plantes menacées et la préservation des milieux dans lesquelles elles peuvent se développer.
En direction des populations locales, le jardin ethnobotanique est un laboratoire de conservation de plantes indigènes adaptées à la région et utiles à la population. Il permet aussi de conserver et transmettre des savoirs ancestraux aux jeunes générations. Grâce à la participation active des populations locales à l'exploitation du jardin ethnobotanique, il leur offre la possibilité d'être les premières bénéficiaires de son implantation. Ainsi se mettent en place, principalement en Asie, Afrique et Amérique latine, des programmes de réimplantation de cultures ancestrales (plantes médicinales, artisanales, alimentaires, ...) permettant à celles-ci de vivre de manière autonome. En favorisant le dialogue entre scientifiques, aménageurs du territoire et populations locales, il permet de redonner à ces dernières une voix plus importante dans les décisions touchant l'aménagement et l'exploitation de ces ressources.

### Exposé culturel ou historique
C'est l'orientation principale dans la plupart des jardins ethnologiques d'Europe ou d'Amérique du Nord. Il s'agit de présenter, à travers les plantes, les savoirs d'une population présente ou ancienne dont on cherche à découvrir la culture. En Europe, on trouve principalement des jardins médiévaux ou de plantes anciennes. Dans d'autres régions du monde, le jardin ethnobotanique tend à présenter la culture des peuples natifs (peuple mexicain pour le jardin ethnobotanique d'Oaxaca (en), quechua pour le projet ethnobotanique Ruta sagrada del Cóndor-Wiracocha, hawaiien pour le jardin ethnobotanique Amy B. H. Greenwell (en),...).
Un jardin ethnobotanique se construit alors en répondant à diverses questions : quel peuple est mis en valeur, quel aspect de sa culture, quelles plantes utilisaient-ils, comment, à quels usages: nourriture, médicament, culture, cérémonie, construction, art, outils...?. Il ne s'agit pas d'un exposé scientifique ou taxonomique des plantes. Comme le souligne Lieutaghi et Musset,« la plante ne se raconte pas, il lui faut donc des traducteurs ». Le jardin ethnobotanique doit donc se préoccuper de définir quelle histoire raconter, exposer les façons de vivre, présenter un parcours clair, balisé et immersif.

### Pédagogie
Le jardin ethnobotanique développe souvent également un volet pédagogique avec accueil de scolaires souvent éloignés des préoccupations écologiques et botaniques, avec ateliers de découvertes, comme les jardins ethnobotaniques de la Gardie à Rousson, du domaine du Rayol  ou d'Assise.

### Économie
Son statut de jardin ethnobotanique l'amène naturellement  à questionner  le rôle de l'économie dans la culture et l'utilisation des plantes exposées. De plus, par son rôle de conservatoire de plantes et de savoirs ancestraux, il est conduit à se positionner sur le partage et l'accès à ses collections. 
Comme toute entreprise touristique et tout jardin botanique, le jardin ethnobotanique est confronté à des contraintes de survie économique obligeant à développer des stratégies pour rendre viable l'entreprise (organisation d’événements, partenariat éducatifs, etc.). Mais les spécialistes mettent en gardent contre l'usage abusif du terme d'ethnobotanique pour une entreprise commerciale qui ne serait que la vente de produits dit «authentiques» dans des «ethnoshops».

## Jardins ethnobotaniques en France
Les jardins du musée de Salagon à Mane (Alpes-de-Haute-Provence) sont organisés en plusieurs thèmes ethnobotaniques : plantes médiévales, plantes aromatiques, plantes médicinales, plantes des temps modernes.
Les jardins créoles dans les îles des Caraïbes sont réhabilités dans la veine des recherches locales en ethnobotanique.
Le Jardin des plantes d'Amiens, présente des collections de plantes en les associant aux activités agro-industrielles et agro-alimentaires de la Picardie. Il retrace au travers le thème de « l'homme et l'industrie », l'histoire de l'agriculture avec des plantes cultivées autrefois et aujourd'hui connues grâce aux apports de l'archéologie qui permet de connaître l’histoire des plantes consommées et l'évolution des pratiques agraires.